# Генкин, Арон Наумович
Аро́н Нау́мович Ге́нкин (24 августа 1932 года, Санкт-Петербург — 21 декабря 2015, Санкт-Петербург) — советский и российский химик, кандидат наук, автор ряда статей и патентов в области газовой хроматографии.

## Биография
Родился в Ленинграде (СССР) 24 августа 1932 года. В годы войны (1941—1945 гг.) находился в г. Акмолинске (ныне Астана, Казахстан). Отец погиб в 1943 г. на фронте под Ленинградом. В 1945 г. Арон Наумович возвратился вместе с матерью в Ленинград, где в 1950 г. окончил общеобразовательную среднюю школу и поступил в Университет на химический факультет. С отличием окончив университет в 1955 г., был принят в Научно-исследовательский институт синтетического каучука им. академика С. В. Лебедева на должность младшего научного сотрудника. Впоследствии в этом же институте в должности ведущего научного сотрудника.
20 мая 1967 года. в Москве на заседании Ученого Совета Физико-химического института им. Л. Я. Карпова защитил диссертацию на звание кандидата химических наук на тему: «Исследование комплексообразования непредельных углеводородов в растворах методом газо-жидкостной хроматографии». Основное направление дальнейших работ — физико-химическое применение газовой хроматографии.

## Список основных публикаций Арона Генкина
1. А. Н. Генкин. Анализ смесей бутиленов и дивинила методом газо-жидкостной хроматографии. Сборник «Физико химические методы анализа и исследования продуктов производства синтетического каучука». Госхимиздат, Ленинград, 1961 г. стр. 32-54.
2. А. Н. Генкин. Условия хроматографического разделения двухкомпонентных смесей и оценка ошибок в определении состава при неполном их разделении. Сборник «Физико химические методы анализа и исследования продуктов производства синтетического каучука». Госхимиздат, Ленинград, 1961 г. стр. 55-61.
3. А. Н. Генкин, С. К. Огородников, М. С. Немцов. Применение газо-жидкостной хроматографии для исследования взаимодействия углеводородов с полярными веществами. «Нефтехимия». Т. 2, с. 837. 1962 г.
4. А. Н. Генкин, С. К. Огородников, М. С. Немцов, В. Б. Коган, Б. И. Пресман. О влиянии полярных веществ на относительную летучесть углеводородов С5. Журнал прикладной химии. Т. 36, с. 142. 1963 г.
5. А. Н. Генкин, Б. И. Богуславская. Анализ смесей эфиров перфторированных карбоновых кислот методом ГЖХ. Труды комиссии по аналитической химии. Изд. АН СССР. т. 13, 2631. 1963 г.
6. А. Н. Генкин, Б. И. Богуславская. Об определении констант устойчивости комплексов непредельных углеводородов С4-С5 с нитратом серебра методом ГЖХ (газо-жидкостной хроматографии). // Нефтехимия. — 1965. — Т. 5. — № 6. — С. 897—901.
7. А. Н. Генкин, Б. И. Богуславская, Л. С. Бреслер, М. С. Немцов. Об определении термодинамических функций взаимодействия вещества с полярными растворителями методом ГЖХ. Доклады АН СССР. т. 164, с. 1089. 1965 г.
8. А. Н. Генкин, Б. И. Богуславская. Изучение комплексообразования непредельных углеводородов с нитробензолом методом ГЖХ. Нефтехимия. т. 6, 626. (1966 г.)
9. А. Н. Генкин, Т. М. Лестева, С. К. Огородников, М. С. Немцов. О влиянии нитроспиртов на относительную летучесть углеводородов различных классов. Журнал прикладной химии. т. 39, 2058. (1966 г.)
10. А. Н. Генкин, Б. И. Богуславская, М. С. Немцов. Метод расчёта коэффициентов активности при бесконечном разбавлении насыщенных углеводородов в полярных растворителях. Журнал физической химии. т. 41, 1312. (1967 г.)
11. А. Н. Генкин. Уравнение для расчёта коэффициентов активности n-алканов при бесконечном разбавлении в насыщенных углеводородах нормального строения. Журнал Физической химии. т. 41, 1798. (1967 г.)
12. А. Н. Генкин, Н. С. Левина. Анализ продуктов синтеза изопрена из изобутилена и формальдегида методом ГЖХ. Промышленность синтетического каучука. № 4, 23 (1967 г.)
13. А. Н. Генкин, Б. И. Лейн, Н. А. Горобец, Н. А. Карцивадзе, М. С. Немцов. Изучение высококипящих побочных продуктов синтеза изопрена методом ГЖХ с программированием температуры. Промышленность синтетического каучука. № 1, 3 (1968 г.)
14. А. Н. Генкин, Н. С. Левина, М. С. Немцов. Применение препаративной газовой хроматографии для идентификации компонентов синтеза изопрена. «Газовая хроматография». НИИТЭХИМ. Москва. Вып. 9, 154, (1969 г.)
15. А. Н. Генкин, Б. И. Богуславская. Комплексообразование литийалкилов с диэтиловым эфиром (метод газожидкостной хроматографии). Доклады Академии наук СССР т. 200, 874 (1971 г.)
16. А. Н. Генкин, Н. С. Левина, М. С. Немцов. Исследование состава производственных смесей синтеза изопрена через диметилдиоксан. Журнал прикладной химии т. 45, 639 (1972 г.)
17. В. Г. Березкин, А. Н. Генкин. Применение обращённой газовой хроматографии для исследования полимерных соединений. Успехи химии, 41, 1136 (1972)
18. А. Н. Генкин, В. Г. Моисеева. Комплексообразование полибутадиенил-, полиизопренил-, поли-транс-1,3-, -пентадиениллития с эфирами. (метод газо-жидкостной хроматографии). Доклады Академии наук СССР т. 222, 1118 (1975 г.)
19. A. N. Genkin, N. A. Petrova. Gas chromatographic determination of equilibrium constants for exchange reactions. Journal of Chromotography. V. 105, 25 (1975)
20. A. N. Genkin, N. S. Levina. Peak asymmetry in gas-liquid chromatography caused by adsorption exchange between the molecules of the sorbate and the stationary liquid phase. Chromatographia V. 10, 532 (1977).
21. А. Н. Генкин, В. Г. Моисеева, А. В. Фурсенко. Газохроматографическое обнаружение комплексов сопряжённых диеновых углеводородов с тризобутилалюминием. Журнал физической химии. т. 54, 955 (1980 г.)
22. А. Н. Генкин, В. Г. Моисеева, А. С. Эстрин. Определение газохроматографическим методом удельной поверхности твердой фазы катализатора полимеризации изопрена. Журнал физической химии т. 55, 2079 (1981 г.)
23. А. Н. Генкин, А. П. Возняковский, Н. А. Петрова. Газохроматографическое изучение термодинамики взаимодействия сополимеров, содержащих гибкие и жесткие блоки с рядом растворителей. Журнал физической химии т. 55, 2495 (1981 г.)
24. А. Н. Генкин, Н. А. Петрова, Г. В. Евстигнеева. Исследование доменной структуры полиарилат-полидиметилсилоксановых блок-сополимеров методом обращённой газовой хроматографии. // Высокомолекулярные соединения, 1981. -Сер. А. — Т. 23, № 2. — 329—336.
25. А. Н. Генкин, В. Г. Моисеева. Определение методом газожидкостной хроматографии константы комплексообразования между нелетучими компонентами стационарной фазы — триизобутилалюминием и дифенилоксидом. Журнал физической химии. т. 57, 1530 (1983 г.)
26. А. Н. Генкин, А. В. Лубнин, В. Г. Моисеева, Л. С. Бреслер. Исследование взаимодействия этилена и бутадиена-1,3 с титан-магниевым катализатором методом газовой хроматографии. Доклады Академии наук СССР. т. 282, 662 (1985 г.)
27. А. Н. Генкин, А. П. Возняковский. Особенности поведения блоксополимеров при температурах, меньших температуры стеклования одного из гомополимеров, в методе обращённой газовой хроматографии. Высокомолекулярные соединения. т. 28 (Б), 941 (1986 г.)
28. А. Н. Генкин, А. П. Возняковский, Н. А. Петрова. Изучение систем блокосополимер-модифицирующая добавка-сорбат методом обращённой газовой хроматографии. Журнал физической химии т. 60, 688—689 (1986 г.)
29. А. Н. Генкин, А. П. Возняковский, А. В. Плющ, Н. А. Петрова. Метод контрастирования образцов блоксополимеров, содержащих жесткий блок, при изучении их доменной структуры методом электронной микроскопии. Высокомолекулярные соединения. т. 28 (А), 2621 (1986 г.)
30. А. Н. Генкин, А. П. Возняковский. Межфазное взаимодействие компонентов в блок-сополимерах и сорбция ими низкомолекулярных соединений. Высокомолекулярные соединения. т. 30 (А), 2319 (1988 г.)
31. А. Н. Генкин, А. П. Возняковский, Н. А. Петрова. Изучение сорбционных свойств тонких плёнок полиблочных блок-сополимеров полифенилсилсесквиоксана и линейных полисилоксанов методом обращённой газовой хроматографии. Высокомолекулярные соединения. т. 30 (А), 587 (1991 г.)
32. A. N. Genkin, A. V. Voznyakovskij, S. N. Sokolov, V. P. Sass. Permeability of thin films made from copolymers with perfluoromonomers as evaluated by inverse gas chromatography. Book of abstracts 33 IUPAC congress. Budapest. 1991. p. 252
33. А. Н. Генкин, А. П. Возняковский, О. С. Чечик, Н. А. Петрова, В. Г. Моисеева. Термодинамика предельно разбавленных растворов стирола в бутадиен-стирольных латексах. (Метод обращённой газовой хроматографии). Высокомолекулярные соединения. т. 33 (А), 1281 (1991 г.)
34. А. Н. Генкин, Е. Г. Эренбург, С. Б. Долгоплоск, Л. М. Тереньтева, В. М. Савченко, Н. А. Петрова. Исследование молекулярной структуры полифенилсилсесквиоксан-полисилоксановых блок-сополимеров. Высокомолекулярные соединения. т. 32 (Б), 586 (1991 г.)
35. A. N. Genkin, N. A. Petrova. Some peculiarities of the reactions between Ph(I) carbonyl complexes and unsaturated hydrocarbons under the conditions of gas-liquid chromotography. Rhodium Express № 2, 12 (1993 г.)
36. A. N. Genkin, N. A. Petrova. Reaction of CO with Rh(I) carbonyl complexes under the conditions of GLC. Rhodium Express № 3, 11 (1994 г.)
37. A. N. Genkin, N. A. Petrova. The competition between unsaturated hydrocarbons in the course of their reactions with rhodium (I) carbonyl complexes under the conditions of GLC. Rhodium Express № 6, 19 (1994 г.)
38. А. Н. Генкин, Ю. С. Варшавский, И. И. Ермакова. О необходимости пересмотра ПДК лития в воде водоёмов хозяйственно-питьевого и культурно-бытового водопользования. Токсикологический вестник. № 5, 26 (1994 г.)
39. А. Н. Генкин, А. П. Возняковский, Е. М. Криворучко. Температурная зависимость удерживаемых объёмов в обращённой газовой хроматографии. Журнал физической химии. т. 72, 1303 (1998 г.)
40. V. M. Rodin, D. P. Blinov, A. N. Genkin, V. V. Berenblit, G. A. Emelianov. Sulfofluoride — containing monomers for ion-exchange membranes. Book of abstracts: «Hydrogen Materials Science and Chemistry of Carbon Nanomaterials» ICHMS 2009 XI International conference. Ukraine, AHEM Kiev, 2009 p.p. 1119, p. 878 (Родин В. М., Блинов Д. П., Генкин А. Н., Беренблит В. В., Емельянов Г. А.. Особенности получения сульфофторид-содержащих мономеров для ионообменных мембран.)
41. А. Н. Генкин, Н. В. Лебедев, В. В. Беренблит, П. Е. Тройчанская, В. А. Губанов. Структурная организация этиловых эфиров кислот на основе олигомеров оксида гексафторпопена по данным обращённой газовой хроматографии. Высокомолекулярные соединения т. 52А, 1 (2010 г.)

## Аспиранты
- Научный соруководитель (совместно с профессором И. Я. Поддубным (1913—1982)) диссертационной работы В. Г. Моисеевой на тему «Специфические межмолекулярные взаимодействия n и {\displaystyle \pi } доноров электронов с компонентами каталитических систем полимеризации диенов (метод газовой хроматографии)». (Защита 1983 г.)
- Научный руководитель диссертационной работы А. П. Возняковского на тему «Сорбционные свойства и доменная структура бексополимеров на основе полидиметилсилоксана (метод обращенной газовой хроматографии)». (Защита в 1988 г.)

## Патенты
Список избранных авторских свидетельств на изобретения, выданных Государственным комитетом по изобретениям и открытиям:
- А. Н. Генкин, В. Ф. Евдокимов, Б. И. Богуславская, А. А. Тимофеева. Способ получения адсорбента для газо-жидкостной хроматографии. (Приоритет от 18.12.1959). Номер авторского свидетельства: 133268 регистрация: 26.08.1960 г. «Бюллетень изобретений» № 21 (1960 г.)
- А. Н. Генкин, Т. М. Лестева, М. С. Немцов, С. К. Огородников, В. Н. Соколов. Способ разделения смесей углеводов. (Приоритет от: 17.01.1964 г.). Номер авторского свидетельства: 291902 регистрация: 23.10.1970 г. «Бюллетень изобретений» № 4 (1971 г.)
- А. Н. Генкин, С. А. Будер, И. В. Гармонов, О. А. Киселёва, Е. Н. Маранджева. Способ определения активности комплексного катализатора для полимеризации диенов. (Приоритет от: 22.10.1974). Номер авторского свидетельства: 681634 регистрация: 28.04.1979 г.
- Южелевский Юлий Абрамович, Гвоздович Татьяна Николаевна, Генкин Арон Наумович, Милешкевич Владимир Петрович, Петрова Нина Александровна, Свиридова Нина Георгиевна, Зайцев Николай Борисович, Яшин Яков Иванович, Мокеев Вениамин Яковлевич. Способ получения модифицированного силикагеля. (Приоритет от: 15.01.1976). Номер авторского свидетельства: 00562557 регистрация: 28.02.1977 г. и 25.06.1977 г. «Бюллетень изобретений» № 23 (1977 г.)
- Возняковский Александр Петрович, Возняковская Ольга Алексеевна, Генкин Арон Наумович. Способ подготовки образцов блок-сополимеров для электронно-микроскопического исследования. (Приоритет от: 07.04.1986). Номер авторского свидетельства: 01386877, регистрация: 08.12.1987 г. «Бюллетень изобретений» № 13 (1988 г.)
- А. Н. Генкин, Н. Н. Слуцман, В. Г. Моисеева, В. М. Дулетова, Н. А. Петрова. Способ получения диенового каучука в порошкообразной форме. (Приоритет от: 27.06.1991). Номер авторского свидетельства: 1808828, регистрация: 10.10.1992 г.